# Alvis Silver Crest
La Alvis Silver Crest è un'autovettura prodotta dalla casa automobilistica britannica Alvis dal 1936 al 1940.

## Descrizione
Annunciata nel settembre 1936 come Alvis 17, la Silver Crest sostituì la Alvis Silver Eagle ed era disponibile in due varianti di carrozzeria, berlina e cabriolet, entrambe realizzate dalla Cross & Ellis.
La nuova denominazione del modello combinava il nome della serie Silver Eagle con quelli della più grande Alvis Crested Eagle. La Silver Crest non adottò il tradizionale schema ad assale rigido anteriore con sospensioni a molle a balestra semiellittica della Silver Eagle, ma ricevette una sospensione anteriore indipendente con una singola molla a balestra trasversale, che la Alvis introdusse nel 1933 sui modelli Alvis Speed 20 SB e Crested Eagle TD e TE. La Silver Crest non utilizzava il telaio della Silver Eagle, bensì una variante più corta di quello della Crested Eagle. La Silver Crest si caratterizzava per le ruote insolitamente larghe, ma dal diametro da 16 pollici, piuttosto piccolo per l'epoca.
La variante TF fu la prima ad esordire nel 1936. Era dotata del motore in linea a sei cilindri con distribuzione a valvole in testa della Silver Eagle SG da 2.362 cm³ di cilindrata (alesaggio × corsa = 67,5 mm x 110 mm), che erogava una potenza di 68 CV (50 kW) a 3800/min, grazie a tre carburatori SU. La sospensione posteriore era ad assale rigido con due molle a balestra longitudinali semiellittiche.
Il passo della vettura era di 3.048 mm, con la carreggiata di 1.422 mm ripresa dai modelli più grandi a sei cilindri Alvis Crested Eagle, Alvis Speed 20, Alvis Speed 25 e Alvis 4.3 litre. La velocità massima era di 114,5 km/h.
Nel 1937 alla TF fu affiancata la versione TH. Rispetto alla TF differiva per il motore da 2.762 cm³ (alesaggio × corsa = 73 mm × 110 mm) che erogava una potenza di 95 CV (70 kW) a 4000 giri/min. Il motore era un ulteriore sviluppo di quello più potente montato sulla Speed 20 SC e SD. In questa configurazione la vettura raggiungeva la velocità massima di 132 km/h. Nel 1940 la produzione fu interrotta a causa dello scoppio della seconda guerra mondiale, che costrinse la Alvis a convertire i propri impianti alla produzione bellica.